# Gulten
Gulten är en sjö i Finspångs kommun i Östergötland och ingår i Motala ströms huvudavrinningsområde. Sjön har en area på 1,49 kvadratkilometer och ligger 77,1 meter över havet.

## Delavrinningsområde
Gulten ingår i det delavrinningsområde (652409-148685) som SMHI kallar för Utloppet av Gulten. Medelhöjden är 84 meter över havet och ytan är 6,79 kvadratkilometer. Det finns inga avrinningsområden uppströms utan avrinningsområdet är högsta punkten. Vattendraget som avvattnar avrinningsområdet har biflödesordning 4, vilket innebär att vattnet flödar genom totalt 4 vattendrag innan det når havet efter 62 kilometer. Avrinningsområdet består mestadels av skog (66 procent). Avrinningsområdet har 1,48 kvadratkilometer vattenytor vilket ger det en sjöprocent på 21,8 procent.